# Момбелло-ді-Торино
Момбелло-ді-Торино (італ. Mombello di Torino, п'єм. Mombel) — муніципалітет в Італії, у регіоні П'ємонт,  метрополійне місто Турин.
Момбелло-ді-Торино розташоване на відстані близько 510 км на північний захід від Рима, 18 км на схід від Турина.
Населення — 416 осіб (2014).
Щорічний фестиваль відбувається 26 липня. Покровитель — Sant'Anna.

## Демографія
Населення за роками:

Станом на 1 січня 2023 року в муніципалітеті офіційно проживало 30 іноземців з 7 країн, серед них 12 громадян країн Євросоюзу.

## Сусідні муніципалітети
- Ариньяно
- Монкукко-Торинезе
- Моріондо-Торинезе
- Рива-прессо-К'єрі